# سنت لوئیس ری (کالیفرنیا)
سنت لوئیس ری (به انگلیسی: San Luis Rey) یک منطقهٔ مسکونی در ایالات متحده آمریکا است که در شهرستان سن دیگو، کالیفرنیا واقع شده‌است. سنت لوئیس ری ۱۷٫۹۸ متر بالاتر از سطح دریا واقع شده‌است.